# Franz Weselik
Franz Weselik (Vienna, 20 aprile 1903 – Vienna, 15 marzo 1962) è stato un calciatore austriaco, di ruolo attaccante.

## Carriera
Fu capocannoniere del campionato austriaco nel 1930.

## Palmarès

### Giocatore

#### Competizioni nazionali
- Campionato austriaco: 2

Rapid Vienna: 1928-1929, 1929-1930
- Coppa d'Austria: 1

Rapid Vienna: 1926-1927

#### Competizioni internazionali
- Coppa dell'Europa Centrale: 1

SK Rapid: 1930